# Гилберт (Јужна Каролина)
Гилберт (енгл. Gilbert) град је у америчкој савезној држави Јужна Каролина.

## Демографија
По попису из 2010. године број становника је 565, што је 65 (13,0%) становника више него 2000. године.
| Група             | 2000.       | 2010.       |
| Белци             | 469 (93,8%) | 495 (87,6%) |
| Афроамериканци    | 18 (3,6%)   | 19 (3,4%)   |
| Азијати           | 1 (0,2%)    | 0 (0,0%)    |
| Хиспаноамериканци | 8 (1,6%)    | 50 (8,8%)   |
| Укупно            | 500         | 565         |